# Olof Forssman
Claës Olof Forssman, född 7 december 1914 i Morlanda församling, Göteborgs och Bohus län, död 2000, var en svensk läkare.
Forssman, som var son till förste provinsialläkare Harald Forssman och Elin Engberg, avlade studentexamen i Kristianstad 1932, blev medicine kandidat 1936, medicine licentiat 1941 och medicine doktor i Lund 1954 på avhandlingen Myocardial Infarction and Adrenal Function och var docent i praktisk medicin vid Lunds universitet från 1955. Han innehade olika läkarförordnanden 1941–1946, var andre underläkare på Helsingborgs lasaretts medicinska avdelning 1946–1948, amanuens och underläkare på Malmö allmänna sjukhus medicinska klinik 1948–1953 och 1954–1956, assistent på Rockefeller Institute i New York 1953–1954, biträdande lasarettsläkare på Falu lasaretts medicinska avdelning 1956 samt blev överläkare på Karlskoga lasaretts medicinska klinik 1960 och på Borås lasaretts medicinska klinik 1962.